# Roodkopamadine
De roodkopamadine (Amadina erythrocephala) is een zangvogeltje behorend tot de familie van de prachtvinken (Estrildidae). Zijn verspreidingsgebied ligt in het overgrote deel van Afrika.

## Kenmerken
Het mannetje van de roodkopamadine heeft een helder roodbruine kop, zijn borst en buik zijn lichtbruin met donkere geschubde randen. Bovenzijde is grijs met hier en daar lichte vlekken. De flanken hebben witte strepen. Het vrouwtje mist het rood aan de kop, bij haar is deze grijs en over het geheel is ze wat fletser van kleur.  De totale lengte van de roodkopamadine is van kopje tot staart 13-14 centimeter.

## In gevangenschap
Het is een rustige, sociale en vredelievende vogel, die goed in een gemengde volière gehouden kan worden. Een uitzondering hierop is de combinatie met bandvinken, omdat ze hiermee bastaarden, wat meestal niet wenselijk is. Meerdere koppels roodkopamadines samen geven ook geen problemen.
Het zijn vrij geharde vogels die ook ’s winters in een goed geïsoleerde en beplante buitenvolière gehouden kunnen worden. Het menu bestaat uit kanariezaad, trosgierst en groenvoer. ’s Winters zo nu en dan een druppeltje levertraan. Daarnaast moet vers drinkwater, grit en maagkiezel altijd ter beschikking staan.
Deze vogels komen ook in gevangenschap vrij makkelijk tot broeden. Ze maken zelden een eigen nest, maar gebruiken een oud nest van andere vogels of een nestkastje. De vrouwtjes leggen gemiddeld vier tot zes eitjes, die twaalf à dertien dagen bebroed worden door beide aanstaande ouders. De jongen blijven nog minimaal drie weken in het nest en worden daarna ook nog ongeveer twee weken geleidelijk afnemend door beide ouders verzorgd. De roodkopamadines kunnen meerdere legsels per jaar grootbrengen.